# Vassborrare
Vassborrare (Phragmataecia castaneae) är en fjärilsart som först beskrevs av Jacob Hübner 1790.  Vassborrare ingår i släktet Phragmataecia, och familjen Träfjärilar. Arten är reproducerande i Sverige.